# Gnophos glaucinata
Gnophos glaucinata är en fjärilsart som beskrevs av Achille Guenée 1858. Gnophos glaucinata ingår i släktet Gnophos och familjen mätare. Inga underarter finns listade i Catalogue of Life.